# أميتاف غوش
أميتاف غوش (11 يوليو 1956)، روائي هندي بنغالي يكتب بالإنجليزية.

## حياته
ولد في كلكتا وتعلم في جامعات دلهي والإسكندرية وأوكسفورد حيث حصل من الأخيرة على الدكتوراه في الأنثروبولوجيا . عمل في بداية حياته صحفياً في جريدة "انديان إكسبريس" في نيو دلهي.
يعيش غوش في نيويورك مع زوجته الكاتبة دبورا بيكر وولديهما ليلى ونايان . في عام 1999 التحق بكلية كوينز التابعة لجامعة سيتي بنيويورك كأستاذ مميز للأدب المقارن، كما عمل أستاذاً زائراً بقسم اللغة الإنجليزية بجامعة هارفارد منذ عام 2005 . حصل على جائزة بادما شري من الحكومة الهندية عام 2007 .و في عام 2009 تم انتخابه عضواً بالجمعية الملكية للأدب في بريطانيا. قبل عام 2010 بجائزة دان ديفيد الإسرائيلية مناصفة مع الكاتبة مارغريت أتوود.

## أعماله

### الروايات
- دائرة العقل (1986)
- خطوط الظل (1988)
- كروموزوم كلكتا (1995)
- القصر الزجاجي (2000)
- المد الجائع (2005)
- بحر الخشخاش (2008)
- نهر الدخان (2011)

### كتابات غير أدبية
- في أرض عتيقة (1992)

## روابط خارجية
- أميتاف غوش على موقع الموسوعة البريطانية (الإنجليزية)
- أميتاف غوش على موقع مونزينجر (الألمانية)